# Zoboomafoo
Zoboomafoo es una serie infantil canadiense de 65 episodios que busca mostrar el mundo animal para niños de primaria. La serie fue creada por los hermanos Kratt (Chris y Martin), siendo el protagonista un sifaca de Coquerel llamado Zaboomafoo.

## Trama
El a siempre comienza con los hermanos Kratt llamando a Zoboomafoo, el lémur llega saltando por la ventana de Animal Junction (un lugar singular donde los animales de la naturaleza pueden ir a visitarlos y a jugar). Chris y Martin le dan una fruta a Zoboomafoo y este comienza a hablar (nótese que aparece un títere en lugar del lémur normal, interpretado por el fallecido Jovian), y después, tanto los hermanos Kratt como "Zoboo" interactúan con los animales, describen cómo son y muestran sus características más detalladas a través de diferentes segmentos musicalizados.
Luego sigue el segmento principal del episodio, describiendo un animal "¡Mangatsika!" (una palabra malgache que literalmente significa "frío", pero que se usa en la serie como sinónimo de "genial"), que vio en su camino a Animal Junction. Mientras describe al animal, se reproduce una canción, "¿Quién podría ser?", mientras que una caricatura muestra las características del "animal misterioso". Al final de la canción, Chris y Martin intentan adivinar el animal que Zoboo ha descrito y el misterio se revela cuando el animal misterioso llegan a Animal Junction.
Cada episodio trata sobre un tema en específico, como por ejemplo, ías de animales, animales aterradores o la importancia del juego. La llegada del "animal misterioso", generalmente utilizado como exposición, lleva a Zoboo, Chris y Martin a una conversación sobre el animal. Al menos una vez en cada episodio (dos veces en la mayoría de los episodios), Zoboo dice que algún evento en Animal Junction le recuerda un tiempo en Zoboolandia, donde cuenta historias sobre sus mejores amigos en Zobooland; Narchi, Gooble, Sensit, Wiggy Waxwing, Green Puppy, Slimantha, Noggin Drill, Snow Lemur, Baby Zoboomafooasaurus y Mama Zoboomafooasaurus, Buggly, Fibby, Emily y Cy (este segmento está hecho en animación stop-motion).
Después de la primera historia de Zoboolandia, Zoboo, Chris y Martin reciben una carta de Animal Helpers (Jackie en la primera temporada y Amy en la segunda temporada), que les muestra a los niños cómo ayudar a los animales. Esto lleva que Chris y Martin salgan a visitar criaturas relacionadas con el tema, siempre comenzando con la canción "Vamos al Armario" cantada por Zoboo. Al final de cada episodio, Zoboo y los hermanos Kratt se despiden cantando "Mi Amigo Animal", una canción que explica por qué los animales son amigos de todos, a pesar de ser especies diferentes. Finalmente, Zoboo vuelve a convertirse en un lémur normal y regresa a su hogar, en Madagascar. Chris y Martin también abandonan Animal Junction para demostrar mejor el tema del día, viajando a una región, a menudo en la India o África, para visitar las criaturas de allí.

## Reparto
- Zoboomafoo o Zoboo - Interpretado por un lémur de nombre Jovian, que falleció a los 20 años de edad el 10 de noviembre de 2014.[1] Su voz en inglés es dada por Gord Robertson.
- Chris Kratt - Interpretado por él mismo.
- Martin Kratt - Interpretado por él mismo.
- Jackie - Interpretada por Samantha Tolkacz en la primera temporada.
- Amy - Interpretada por Genevieve Farrell en la segunda temporada.

## Temporadas
Primera Temporada:
Earth Creatures/Cinar Studios Inc. y Maryland Public Television Production 1998.
Segunda Temporada:
Earth Creatures/Cinar Studios Inc. y PBS Kids 2000.

## Otros detalles
También hay escenas en el programa con acción en vivo, y ocasionalmente con escenas de Claymation cuando se ve Zoboolandia con los amigos de Zoboo como: Comelón, Nariz, Orejas, Greñas, Perro Verde, Salimandra, Berbiqui, Lémur Níveo, Bebé Zoboomafoosaurio, Mamá Zoboomafoosaurio, Patas, Globy y Cy.

## Segmentos
- Canción Tú y Yo y Zoboomafoo
- Canción ¿Quién puede ser?
- Zoboolandia # 1
- Jackie/Amy y Los Ayudantes de los Animales
- "Al Armario"/Un viaje a la visita de los animales
- Zoboolandia # 2
- Canción Mi amigo animal

## Premios y condecoraciones
Zoboomafoo recibió el premio Emmy 2001 a la mejor dirección en una serie infantil y un premio Parents Choice Award en la primavera de 2001 y el honor de plata en el otoño de 2001.